# Agasthiyamalaia pauciflora
Agasthiyamalaia pauciflora är en tvåhjärtbladig växtart som först beskrevs av Richard Henry Beddome, och fick sitt nu gällande namn av S.Rajkumar och Janarth.. Agasthiyamalaia pauciflora ingår i släktet Agasthiyamalaia och familjen Calophyllaceae. Inga underarter finns listade i Catalogue of Life.